# Thomas Holtzclau
Thomas Holtzclau (également orthographié Holtzklau) est un théologien catholique, prêtre jésuite et professeur d'université allemand, né le 18 décembre 1716 à Hadamar et mort le 4 juin 1783 à Wurtzbourg.

## Biographie
Holtzclau rejoint la Compagnie de Jésus en 1736. À partir de 1752, il enseigne la philosophie à l'école jésuite de Wurtzbourg puis la théologie dogmatique et l'exégèse dans les établissements jésuites de Molsheim et Mayence. La date d'obtention de son doctorat (Dr. theol) est inconnue. En 1760, il est nommé à la chaire de théologie dogmatique de la faculté de théologie de l'université de Wurtzbourg. En outre, il obtient la chaire d'exégèse en 1771.
Après la suppression de la Compagnie de Jésus en 1773, Holtzclau conserve sa fonction de professeur à l'université de Wurtzbourg ; il occupe encore deux fois le poste de doyen de la faculté de théologie.

## Publications (sélection)
- (la) avec Heinrich Kilber, Ignaz Neubauer et Ulrich Munier : R. R. Patrum Societatis Jesu Theologia dogmatica, polemica, scholastica et moralis praelectionibus publicis in alma Universitate Wirceburgensi accommodata, 14 vol., Wurtzbourg, Stahel, 1766-1771 (=Theologia Wirceburgensis, 10 vol., Paris 1852-1854).
- (la) Institutiones Scripturisticae, 1775.
- (la) Harmonia Evangelistarum in enarranda Christi anastasis historia, ad illustrandum dogma de resurrectione Christi succinta diatriba aevi nostri incredulis opposita, Wurtzboueg, Nitribitt, 1780.